# Jay Kochi
Jay Kazuo Kochi (* 17. Mai 1927 in Los Angeles, Kalifornien; † 9. August 2008 in Houston, Texas) war ein US-amerikanischer Chemiker und Hochschullehrer japanischer Abstammung.

## Leben
Während des Zweiten Weltkrieges war die Familie Kochis im Rahmen der Internierung japanischstämmiger Amerikaner in einem Lager in Arizona interniert. Hier absolvierte Jay Kochi die Highschool, bevor er an der University of California, Los Angeles studierte und 1949 mit dem Bachelor of Science abschloss. Nach der Promotion an der Iowa State University 1952 und Aufenthalten in  Harvard und Cambridge war er von 1956 bis 1965 in der Forschung der Shell Development Co. tätig. Ab 1962 lehrte und forschte Kochi zunächst an der Case Western Reserve University, Cleveland (Ohio) und der Indiana University in Bloomington, bevor er 1984 an die University of Houston (Texas) wechselte.

## Wissenschaftliches Werk
Kochi forschte im Bereich der metallorganischen Chemie, beispielsweise über die Kupplung von Grignard-Reagenzien mit organischen Halogeniden oder über verschiedene metallkatalysierte oxidative Prozesse. Bekannt ist die Kochi-Reaktion, bei der Carbonsäuren durch Umsetzung mit Bleitetraacetat und Lithiumchlorid zu Kohlenwasserstoffchloriden decarboxyliert werden.

## Auszeichnungen
Kochi war seit 1982 Mitglied der National Academy of Sciences. Er erhielt den Humboldt-Forschungspreis, den James Flack Norris Award (1981) und den Arthur C. Cope Scholar Award (1988) der American Chemical Society.